# Membro inferior
'O membro inferior é formado por cintura pélvica, coxa, perna e pé.
É formada por 62 ossos.
Os membros inferiores são mais fortes e resistentes que os superiores pois eles fazem o processo de locomoção,sustentação do corpo e postura.
Desses 30 ossos que formam o membro inferior 26 ficam no pé,que são subdivididos em tarsos,metatarsos e falanges.

## Anatomia comparada e evolução
Uma característica típica na maior parte dos primatas, grupo de mamíferos ao qual os seres humanos pertencem, é a presença de dedos opositores nos membros superiores e inferiores. Os seres humanos, todavia, são uma exceção, pois o possuem apenas na mão: o primeiro dedo do pé (hálux) não se opõe aos outros, como faz o polegar, mas se dispõe ao lado dos demais. Provavelmente, trata-se de uma adaptação ao bipedismo, que sacrificou a destreza do pé em favor de maior estabilidade ao caminhar.